# سفارت اندونزی در استکهلم
سفارت اندونزی در استکهلم (به سوئدی: Indonesiens ambassad i Stockholm) یک منطقهٔ مسکونی و نمایندگی سیاسی این کشور در سوئد است که در استکهلم واقع شده‌است.